# Turã Xá
Xameçadim Turã Xá ibne Aiube Maleque Almuazã Xemece Adaulá/Daulá Facradim (Shams ad-Din Turanshah ibn Ayyub al-Malik al-Mu'azzam Shams ad-Dawla Fakhr ad-Din), mais conhecido simplesmente como Turã Xá (em árabe: توران شاه; m. 27 de junho de 1180), foi emir aiúbida (príncipe) do Iêmem (1174–1176), Damasco (1176–1179), Balbeque (1178  1179) e finalmente Alexandria onde morreu em 1180. É conhecido por fortalecer a posição do irmão mais novo, o sultão Saladino no Egito e desempenhar um papel fundamental nas conquistas aiúbidas da Núbia e Iêmem.

## Vida

### Chegada no Egito
Saladino foi vizir do califa fatímida. Em 1147, Noradine, o sultão da Síria, permitiu que Turã Xá viajasse ao Egito para unir-se a seu irmão, num momento de atrito intenso entre Noradine e Saladino. Noradine confiou a Turã Xá a missão de supervisionar Saladino, esperando provocar dissensão entre os irmãos. Contudo, sua tentativa falhou, pois Turã Xá recebeu de imediato imensos territórios de Saladino que estava em meio a um processo de remodelação da estrutura de poder do Califado Fatímida em torno de si e seus parentes. O icta ou "apanágio" concedido a Turã Xá compreendia as grandes cidades de Cus e Assuã no Alto Egito, bem como o porto de Aidabe, no mar Vermelho. Turã Xá foi a principal força por trás da supressão de uma revolta organizada em 1171 por guarnições africanas negras do exército fatímida.
Turã Xá desenvolveu uma íntima relação com o poeta cortesão Umara, que foi um poderoso jogador na política fatímida antes da ascensão de Saladino ao vizirado em 1169. Em 11 de setembro de 1171, o último califa Aladide morreu e a dinastia aiúbida ganhou controle oficial do Egito. Algumas acusações de assassinado contra Turã Xá surgiram após a morte do califa. Segundo um eunuco em serviço da viúva de Aladide, Aladide morreu depois de ouvir que Turã Xá estava no palácio procurando por ele. Em outra versão, diz-se que Turã Xá matou Aladide depois do último recusar-se a revelar a localização dos tesouros do Estado que estavam escondidos no palácio. Depois da morte do califa, Turã Xá assentou-se no Cairo num bairro anteriormente ocupado por emires fatímidas.

### Campanhas militares

#### Conquista da Núbia
Os núbios e egípcios por muito tempo confrontaram-se numa série de escaramuças ao longo da fronteira dos dois países no Alto Egito. Depois dos fatímidas serem depostos, as tensão aumentaram com núbios conduzindo raides contra as cidades egípcias fronteiriças. No final de 1172 ou começo de 1173, antigos soldados negros do exército fatímida sitiaram Assuã, e o governador local, um antigo lealista, requereu ajuda de Saladino. Ele enviou Turã Xá com uma força de tropas curdas para aliviar a cidade, mas os soldados núbios já haviam partido. No entanto, Turã Xá conquistou a cidade núbia de Ibrim e conduziu uma série de raides contra eles. Seus ataques parecem ter sido muito bem-sucedidos, e levaram ao rei de Macúria (com capital em Dongola) a solicitar um armistício. Aparentemente sedento pela conquista, estava indisposto a aceitar a oferta até seu próprio emissário visitar o rei núbio e relatar que o país todo era pobre e não valia ser ocupado. Embora os aiúbidas seriam forçados a tomar ações futuras contra os núbios, Turã Xá colocou seus olhos em territórios mais lucrativos. Ele conseguiu adquirir considerável riqueza no Egito depois de sua campanha na Núbia, levando consigo muitos escravos núbios e cristãos.

#### Conquista do Iêmem
Após seu sucesso na Núbia, Turã Xá ainda procurava estabelecer um território pessoal enquanto Saladino estava enfrentando uma pressão crescente de Noradine que parecia estar tentando invadir o Egito. O ajudante de Saladino, Baadim ibne Xadade, sugeriu que havia um líder herético no Iêmem que estava alegando ser o messias e que isso era a principal razão para Saladino enviar Turã Xá para conquistar a região. Enquanto isso é provável, também parece que Umara teve influência considerável sobre o desejo de Turã Xá para conquistar o Iêmem e pode ter sido um daqueles que conduziram-no a ganhar a aprovação de Saladino para usar tamanha parcela das forças militares do Egito quando um confronto com Noradine parecia tão próximo. A partida de Turã Xá do Egito não era bom para seu conselheiro Umara, contudo, pois o poeta foi pego numa  alegada conspiração contra Saladino e foi executado.
Turã Xá preparou-se para a expedição em 1174 e rapidamente conquistou a cidade de Zabide em maio e o porto estratégico de Adém (um ponto de conexão crucial no comércio com a Índia, o Oriente Médio e Norte da África) mais tarde naquele ano. Em 1175, ele expulsou o emir hamadânida Ali ibne Aláqueme Aluaide de Saná depois do exército do último estar enfraquecido por raides contínuos das tribos zaiditas de Sadá. Turã Xá então devotou muito de seu tempo em assegurar todo o sul do Iêmem e deixá-lo firmemente sob controle dos aiúbidas. Embora Alauide conseguiu escapar do Iêmem através dos planaltos meridionais, Iácir, o chefe da tribo xiita dos caramidas que havia governado Adém, foi preso e executado sob ordens de Turã Xá. Os governantes carijitas de Zabide — Almadi Abedal Nabi e seus dois irmãos — compartilharam o mesmo destino. A conquista de Turã Xá teve grande relevância ao Iêmem que até então estava dividido em três Estados (Saná, Zabide e Adém) e foi unido pela ocupação aiúbida.

### Transferência do poder
Embora Turã Xá teve sucesso em adquirir seu próprio território no Iêmem, isso foi claramente feito às custas de seu poder no Cairo. Saladino recompensou-o com grandes propriedades no Iêmem como sua propriedade particular. Turã Xá não sentiu-se confortável, contudo, e repetidamente solicitou a seu irmão que transferisse-o. Em 1176, obteve uma transferência à Síria, onde governou a partir de Damasco. Ele também recebeu o antigo apanágio de seu pai em torno de Balbeque em 1178. Depois de deixar o Iêmem, o administrador de suas propriedades lá foi incapaz de transferir adequadamente a receita de suas propriedades para Turã Xá. Em vez disso, deixou para Turã Xá um débito de aproximados 200 000 dinares, mas isso foi pago por Saladino. Em 1179, foi transferido para governar Alexandria e morreu pouco depois em 27 de junho de 1180. Seu corpo foi levado por sua irmã Site Alxam Zumurrude para ser sepultado ao lado de uma madraça construída por ela em Damasco.